# I Kill Giants
I Kill Giants (« Je tue des géants ») est une série de bande dessinée écrite par l'Américain Joe Kelly et dessinée par l'hispano-japonais Ken Niimura. 
Publiée au format comic book par la maison d'édition américaine Image Comics en 2008 et 2009, qui la recueille en album la même année, cette mini-série à succès a fait l'objet d'une adaptation cinématographique sortie en 2015, Chasseuse de géants.
Après une première traduction française partielle sous le titre Je tue des géants chez Quadrants en 2009, I Kill Giants a été intégralement traduite en français par Philippe Touboul pour Hi Comics en 2018.

## Synopsis
L'histoire d'une jeune fille perdue dans une vie de famille chaotique dans un monde imaginaire beaucoup plus douillet : elle est allée trop loin dans son existence fictive et en réalité nous parlons de géants - elle est convaincue qu'ils sont en train de s'élever et qu'elle est la seule à pouvoir les arrêter.

## Personnages
- Barbara
- Karen
- Sophia
- Taylor
- Mme Mollé
- M. Mollé
- Mme Thorson
- Theresa Tuzzo
- Dave

## Parutions

### Version originale
- Kill Giants (broché, Image Comics, 184 pages, mai 2009,

### Version française
- traduction française partielle sous le titre Je tue des géants chez Quadrants en 2009,
- I Kill Giants a été intégralement traduite en français par Philippe Touboul pour Hi Comics en 2018  (ISBN 9782811223984).

## Adaptation cinéma
Le comic a été adapté en film, diffusé en 2017 par Anders Walter sous le titre Chasseuse de géants,

## Récompense
- Best Indy Book en 2008 aux IGN Awards[5]